# Amazing Stories
Amazing Stories var et amerikansk science fiction tidsskrift, som blev startet i april 1926 af Hugo Gernsback's Experimenter Publishing.  Magasinet var det første, der udelukkende hengav sig til science fiction.  Før Amazing Stories, var science fiction historier jævnligt i andre magasiner, inklusiv nogle udgivet af Gernsback, men Amazing Stories hjalp med at definere og startede en ny genre af triviallitteratur.  
Senere blev Amazing Stories udgivet af bl.a. Ziff-Davis Publishing Company.